# William Bechtel (espion)
Pour les articles homonymes, voir William Bechtel et Bechtel.
William Bechtel né le 1er octobre 1894 à Épinal et mort le 5 juillet 1988 à Paris est un agent du Service de documentation extérieure et de contre-espionnage (SDECE), et l’assassin présumé de Félix Moumié. 

## Biographie

### Carrière
Né à Épinal (Vosges), William Bechtel fait ses études de chimie au Technikum de Winterthur (Zurich) et à l'université de Genève.
Après avoir fait ses classes auprès des forces spéciales alliées durant la Seconde Guerre mondiale, il a servi durant la Guerre d'Indochine au sein du commando « Conus », qui dépendait de la Direction générale des études et recherches, l'ancêtre du Service de documentation extérieure et de contre-espionnage (SDECE).
Ancien membre des Forces françaises libres à Londres en 1940, William Bechtel est réserviste du SDECE, les services de renseignement extérieurs français.

### Assassinat de Félix Moumié
En 1960, dans le contexte de la guerre du Cameroun, William Bechtel reçoit du Premier ministre Michel Debré — conseillé par Jacques Foccart — la mission d'assassiner Félix Moumié, militant indépendantiste camerounais.
Se présentant comme journaliste installé à Genève pour l'agence Acmé, il rencontre d'abord Félix Moumié à Accra au Ghana afin de gagner sa confiance, et finit par lui proposer un dîner en Suisse. Il l'invite au restaurant du Plat-d'Argent à Genève où il l'empoisonne avec du thallium (autrefois utilisé comme « mort aux rats ») versé dans son apéritif,. Félix Moumié boit un verre de Ricard empoisonné une première fois, et alors qu'il était prévu qu'il meure plusieurs jours après à Conakry en Guinée, il se ressert en avalant une trop forte dose de poison. Les douleurs stomacales commencent à l'aube le lendemain. Transporté d'urgence à l'hôpital cantonal de Genève, son décès est constaté le 3 novembre 1960 à 19 h 10. Les autorités françaises et camerounaises feront circuler les hypothèses d'un règlement de comptes interne à l'Union des populations du Cameroun ou d'un assassinat par les Russes.
Le 15 décembre 1960, le juge d’instruction Dinichert lance un mandat d’arrêt international contre William Bechtel. Dans un communiqué, il évoque « de très sérieux soupçons » et « d’importants indices à sa charge ». L'autopsie permit à la police suisse de remonter rapidement la piste et de perquisitionner la chambre d’hôtel de William Bechtel le 17 novembre 1960. Celui-ci s’était inscrit à l’hôtel sous son vrai nom et dans ses mémoires, Paul Aussaresses déclare qu'il était accompagné d'une jolie femme blonde qui devait retenir l’attention de Moumié. Bechtel est arrêté en 1974. Défendu par maître Marc Bonnant, il est relâché, sous la pression du gouvernement français, après avoir versé une caution de 100 000 francs suisses. Son avocat déclare que « l’État français n’a pas payé, j’ai fait la tournée des popotes, il avait des amis ». La procédure traîne en longueur et aboutit à un non-lieu le 27 octobre 1980.

Décorations :
- Chevalier de la Légion d'Honneur
- Médaille Militaire
- Croix de guerre 14-18 (2 citations)
- Croix de guerre 39-45 (2 citations)
- Officier de la Résistance
- Croix des engagés volontaires 14-18
- Médaille coloniale agrafe Bir- Hakeim
- Médaille de la France Libre
- Médaille commémorative 39-45
- Médaille des blessés